# Domesday Book

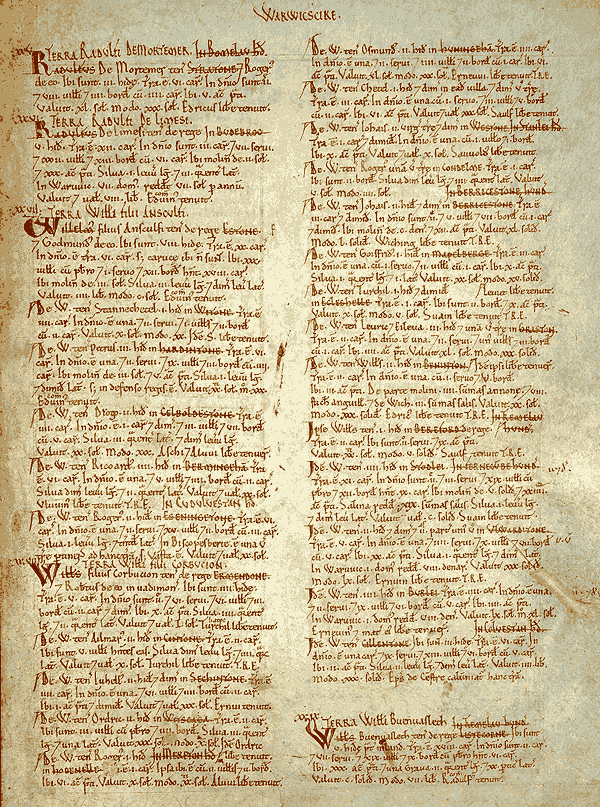
A Domesday Book egy oldala

A Domesday Book (Ítéletnapi könyv) kétkötetes középkori összeírás az angliai birtokokról és a lakosságról. 
Hódító Vilmos 1085 karácsonyán rendelte el az országos összeírást, amelyet a kiváltságait féltő nemesség nevezett el Ítéletnapi könyvnek.
A latin nyelven, pergamenre íródott könyv két kötetből áll. A nagyobb méretű kötet, a Nagy Domesday 413 oldalas, a kisebb méretű Kis Domesday pedig 475 oldalas.
A név eredetileg arra utalt, hogy a benne szereplő személyek az ítélet napjára esküdtek meg a szolgáltatott adatok valódiságát illetően. Ez volt Európa első ilyen jellegű, szinte statisztikai igényű felmérése. A könyv 1086 augusztusában készült el és 13 418 település adatait tartalmazza. 
A középkorban a Domesday Bookot magával vitte a királyi család az utazásai során. Elsősorban arra használták, hogy elrendezzék a birtokvitákat, ám a 18. században a híres angol jogtudós, Sir William Blackstone a könyv alapján állapította meg azt is, hogy bizonyos hűbérurak kaphatnak-e szavazati jogot.
Jelenleg Londonban, az állami levéltárban őrzik.